# Aphelandra colombiensis
Aphelandra colombiensis är en akantusväxtart som beskrevs av Gustav Lindau och Emery Clarence Leonard. Aphelandra colombiensis ingår i släktet Aphelandra och familjen akantusväxter. Inga underarter finns listade i Catalogue of Life.